# Aéroport international de Fizouli
L'aéroport international de Fizouli (en azéri : Füzuli beynəlxalq hava limanı) est un aéroport situé près de la ville de Fizouli en Azerbaïdjan. C'est l'un des sept aéroports internationaux du pays.

## Histoire
Le 17 octobre 2020, la ville de Fizouli a été reprise par l'armée azerbaïdjanaise après 28 ans d'occupation par les forces arméniennes. À la suite de cela, le gouvernement azerbaïdjanais a lancé un processus de déminage pour nettoyer la ville et ses environs des mines terrestres
Le 26 novembre 2020, le ministère azerbaïdjanais des transports, des communications et des hautes technologies a signalé que l'Organisation de l'aviation civile internationale (OACI) avait accepté l'appel de l'Administration de l'aviation civile de l'État d'inclure six aéroports, y compris l'aérodrome de Fizouli, dans son catalogue de codes des aéroports internationaux. En janvier 2021, le président Ilham Aliyev a publié un décret sur la construction d'un aéroport international à Fizouli. Le 14 janvier a eu lieu la cérémonie d'inauguration du futur aéroport, dont l'achèvement de la piste est prévu pour fin 2021.
L'aéroport international a ouvert ses portes le 26 octobre 2021. La cérémonie d’inauguration a été marquée par la présence du président azerbaïdjanais Ilham Aliyev et du président turc Recep Tayyip Erdoğan.